# Pentamerismus foetidae
Pentamerismus foetidae är en spindeldjursart som först beskrevs av Meyer 1979.  Pentamerismus foetidae ingår i släktet Pentamerismus och familjen Tenuipalpidae. Inga underarter finns listade i Catalogue of Life.